# Hugo Junkers

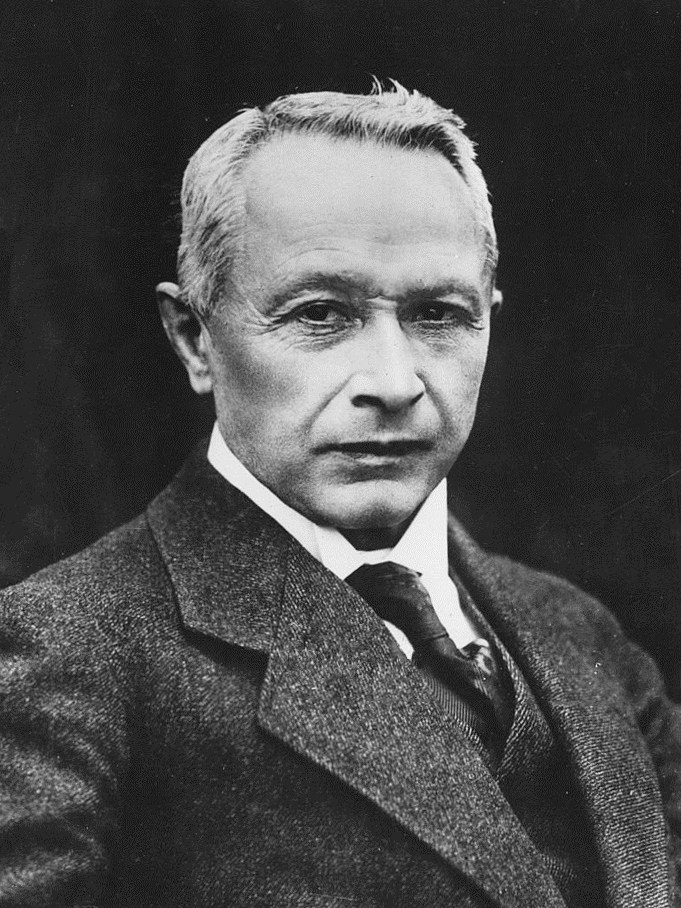
Hugo Junkers (1920)

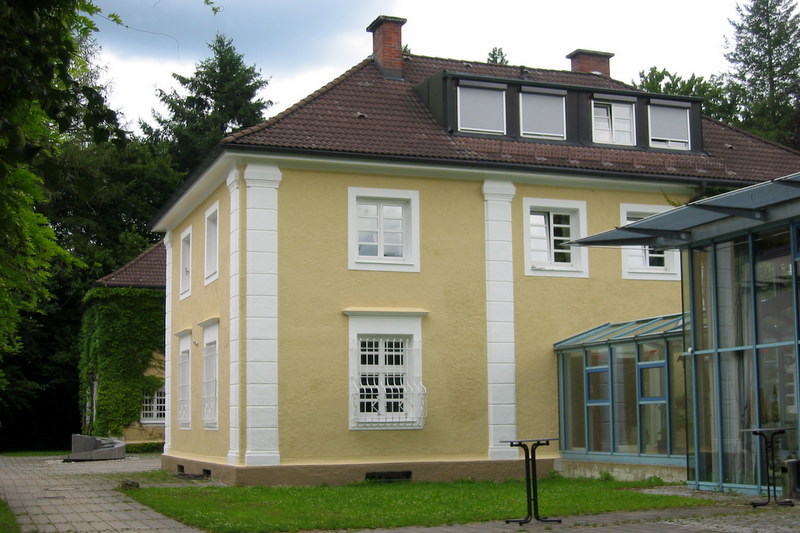
Villa Hugo Junkers von Bernhard Borst in Gauting

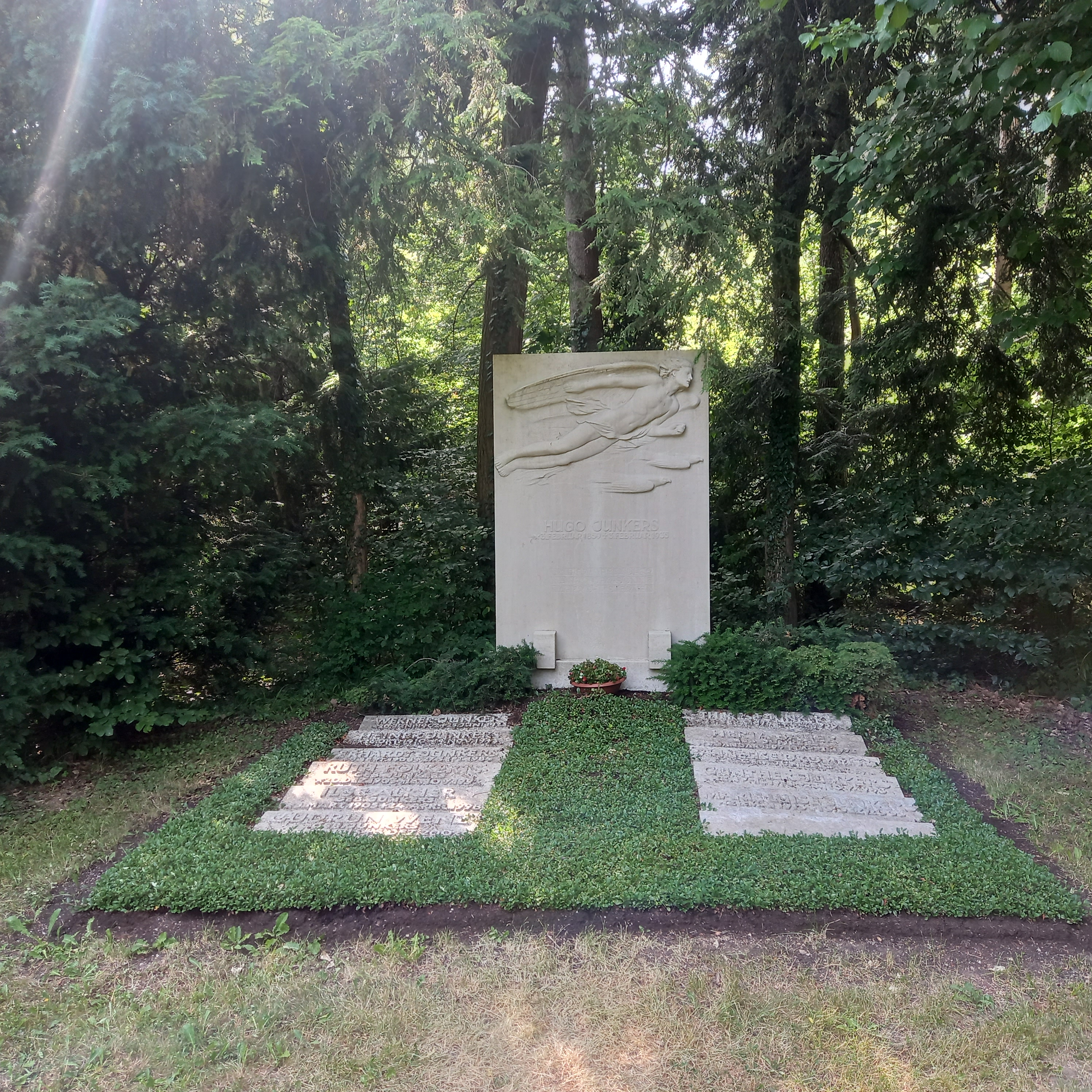
Das Grab von Hugo Junkers und seiner Ehefrau Therese, geborene Bennhold, im Familiengrab auf dem Waldfriedhof (München)

Heinrich Hugo Junkers (* 3. Februar 1859 in Rheydt; † 3. Februar 1935 in Gauting) war ein deutscher Ingenieur und Unternehmer.
Er gründete 1895 in Dessau die Firma Junkers & Co. und war bis 1932 Eigentümer der Junkers Motorenbau GmbH und Junkers Flugzeugwerk AG. Anfänglich als Konstrukteur von Gasthermen bekannt, entwickelte Junkers als Hochschullehrer und Forscher, Ingenieur und Unternehmer grundlegende Neuerungen im Flugzeugbau, wie den Ganzmetallbau und die gewellte Struktur. Daneben stellte sein Konzern auch Flugmotoren her. Er gründete mit der Fluggesellschaft Junkers Luftverkehr AG einen der Vorläufer der Luft Hansa. Infolge der Weltwirtschaftskrise geriet sein Konzern 1932 in finanzielle Schwierigkeiten. Da er als Demokrat und Pazifist zudem den Nationalsozialisten nicht genehm war, wurde er 1933 enteignet und erhielt in Dessau Stadtverbot. Junkers wurde gezwungen, die Leitung seiner Werke aufzugeben, und zog sich nach Bayrischzell in Bayern zurück. Zwei Jahre später starb er an seinem 76. Geburtstag und wurde auf dem Waldfriedhof in München begraben.

## Kindheit und Ausbildung
Hugo Junkers stammte aus einer begüterten Familie, die ihm und seinen Geschwistern sehr gute Bildungsmöglichkeiten und finanzielle Unabhängigkeit bot. Er war das dritte von sieben Kindern des Inhabers einer Baumwollweberei Heinrich Junkers und seiner Ehefrau Louise. Von Geburt an litt er unter einer körperlichen Behinderung: Einige Finger an seiner linken Hand waren zusammengewachsen. Nach dem Besuch der Höheren Bürgerschule (heute: Hugo-Junkers-Gymnasium) von 1864 bis 1875 in Rheydt wechselte er anschließend an die Gewerbeschule in Barmen, wo er 1878 sein Abitur ablegte. Nach einem Praktikum in der Werkzeugmaschinenfabrik Karl Klingelhoefer nahm Junkers im September des gleichen Jahres ein Maschinenbau-Studium an der Königlichen Gewerbeschule in Berlin auf, die 1879 in der Technischen Hochschule Charlottenburg aufging. Nach zwei Semestern setzte er ab Oktober 1881 das Studium an der Technischen Hochschule in Aachen fort, welches er 1883 erfolgreich beendete. Schon zu dieser Zeit beschäftigte er sich mit Fragen der Fliegerei. Während seines Studiums wurde er Mitglied der Turnerschaft Rhenania Berlin (heute Turnerschaft Berlin zu Berlin) und des Corps Delta Aachen.
Nach ersten beruflichen Erfahrungen in verschiedenen Firmen in Aachen und in der väterlichen Firma in Rheydt, für die er zeitweise auch sein Studium unterbrach, ging Junkers erneut an die Technische Hochschule Charlottenburg, um bei Adolf Slaby weitere Vorlesungen in Elektrodynamik und Thermodynamik zu hören und in dessen Elektrotechnischem Laboratorium mechanische Versuche durchzuführen.

## Unternehmer und Forscher
Auf Vermittlung von Slaby ging Junkers 1888 nach Dessau zur Deutschen Continental Gasgesellschaft, die zwei Jahre zuvor in die Stromproduktion eingestiegen war und entsprechende Motoren entwickelte. Zusammen mit dem Technischen Direktor, Wilhelm von Oechelhäuser jun., entwickelte Junkers neue Motoren; beiden gelang 1892 die Entwicklung des ersten Zweitakt-Gegenkolben-Gasmotors.
Da die Kenntnis des Heizwerts des eingesetzten Gases entscheidend für die Betriebsweise des Motors ist, entwickelte Hugo Junkers zeitgleich ein Kalorimeter, das am 29. Juni 1892 zum Patent eingetragen wurde. Im Oktober des gleichen Jahres gründete Junkers sein erstes Unternehmen Hugo Junkers, Civil-Ingenieur und nahm die Tätigkeit in einem von der Gasanstalt gemieteten Pferdestall auf. Erster Angestellter wurde der Klempnermeister Otto Knick (1865–1921), späterer Betriebsleiter der Junkers & Co. Das Kalorimeter, das den Temperaturunterschied des erhitzten Wassers misst, stellte Junkers gemeinsam mit Paul Sachsenberg von den Sachsenberg-Werken auf der Weltausstellung 1893 in Chicago einer breiten Öffentlichkeit vor und wurde mit einer Goldmedaille ausgezeichnet.
Nach dem gleichen technischen Prinzip funktionierend entwickelte Junkers seinen ersten Gasbadeofen, meldete diesen 1894 zum Patent an und entwickelte ihn zum Durchlauferhitzer weiter. Zur wirtschaftlichen Verwertung seiner Patente gründete Junkers am 2. Juli 1895 zusammen mit dem Geldgeber Paul Ludwig die Firma Junkers & Co. und bezog ein Jahr später ein neu errichtetes Betriebsgebäude in der Dessauer Albrechtstraße. Hergestellt wurden dort Kalorimeter, Haushaltsgeräte („Junkers-Thermen“) und Gasdruckregler.
Bereits 1897 nahm Junkers zusätzlich einen Ruf als Professor für Thermodynamik an die Technische Hochschule Aachen an, nachdem er seinen Partner Ludwig ausbezahlt hatte. Er übergab die Betriebsleitung an Hermann Schleissing und gründete, finanziert aus den Erträgen des Unternehmens, die Versuchsanstalt Professor Junkers in Aachen, um neben seiner Tätigkeit in der Lehre auch die Forschung voranzutreiben. Zunächst wandte sich Junkers dem Motorenbau zu und meldete einige Patente zu Schwerölmotoren an.
Am 31. März 1898 heiratete Junkers die Dessauer Bürgerstochter Therese Bennhold (1876–1950). Aus der Ehe gingen 12 Kinder hervor. Die ersten beiden Exemplare des Ganzmetall-Verkehrsflugzeuges F 13 wurden nach den Töchtern Herta und Anneliese benannt. Junkers’ Sohn Werner absolvierte im Dessauer Werk eine Ausbildung zum Flugzeugmechaniker. Während einer Südamerikareise zur Vermarktung der F 13 kam er beim Absturz eines der Flugzeuge am 25. Juni 1923 in Aracati ums Leben.
Weitere Forschungen zur Wärmeübertragung mündeten ab 1901 in Patente, die Junkers ab 1904 in der Abteilung Kalorifer bei Junkers & Co. mit der Herstellung von Heizlüftern wirtschaftlich verwertete.

### Flugzeug-, Motorenbauer und Luftreeder
Ab 1908 arbeitete Junkers in Aachen mit Hans Reissner zusammen, der Junkers’ Blickfeld auf die Aerodynamik und den Flugzeugbau richtete. Ein Jahr später hob Reissners Prototyp zu einem Testflug ab, dessen Tragflächen aus einer Metallkonstruktion im Gasgerätewerk von Junkers & Co. in Dessau gefertigt worden waren.
1910 meldete Junkers den freitragenden, unverspannten Flügel mit dickem Profil zum Patent an, sein erstes Patent im Flugzeugbau, das richtungsweisend für die gesamte Flugtechnik wurde. Auf Initiative von Junkers wurde ebenfalls 1910 in Aachen ein Windkanal erbaut. Fast nebenbei entwarf Junkers um diese Zeit die erste Wasserwirbelbremse.
1912 ging Junkers nach Dessau zurück und eröffnete im Folgejahr eine Motorenfabrik in Magdeburg; sie wurde schon 1915 wieder geschlossen.
1915 folgte die Entwicklung des ersten Ganzmetallflugzeuges, der J 1. 1917 erfolgte die kriegsbedingte Zwangsfusion seines Unternehmens mit der Fokker Flugzeugwerke mbH zur Junkers-Fokker-Werke AG. Zwar war die Gesellschaft eine wichtige Rüstungsfirma, es wurden jedoch nur wenige dort entwickelte Flugzeuge frontreif. 1919 wurde die Verbindung wieder gelöst und das Unternehmen agierte fortan als Junkers Flugzeugwerk AG weiter. Gegenstand des Unternehmens war jetzt „die Herstellung von Flugzeugen Bauart Junkers und von technischen Fabrikaten“. Noch im selben Jahr fand der Erstflug der Junkers F 13, des ersten modernen Verkehrsflugzeugs, statt.
Ende 1915 empfahl Junkers in einer Denkschrift an die OHL das Luftkampfmittel als aussichtsreichstes Kriegsmittel. Im Mai 1916 bezeichnete er England als den „Hauptfeind“, dessen „Niederzwingung“ am wirksamsten durch die Luft unerlässlich sei. 1917 gelang ihm mit dem gepanzerten Infanterieflugzeug Junkers J.I der Durchbruch zum Rüstungsfabrikanten, wobei seine Funktion als Rüstungsindustrieller mit insgesamt 323 gebauten Flugzeugen jedoch gering blieb.

Das Streckennetz der Junkers Luftverkehr AG im April 1925

1926 wurde Junkers’ seit 1921 betriebene Fluggesellschaft Junkers Luftverkehr AG auf Drängen des Reichsverkehrsministeriums mit der Deutschen Aero Lloyd zur Deutschen Luft Hansa AG fusioniert, weil beide Reedereien einzeln ohne Subventionen nicht wirtschaftlich waren. Die Initiative in der Reichsregierung ging dabei wesentlich von Ernst Brandenburg aus. Die Junkers Luftbild-Zentrale, die Junkers als Tochterunternehmen seiner Fluggesellschaft eingerichtet hatte, ging daraufhin in seine Flugzeugwerk AG über.
Junkers Bestrebungen nach dem Ersten Weltkrieg bis zu seinem Ausscheiden 1933 galten hauptsächlich der zivilen Luftfahrt, die er als Flugzeug- und Motorenbauer wie auch Luftreeder maßgeblich geprägt hat. Berühmtheit erlangten dabei die Flugzeugbaumuster Junkers F 13, die G 38 und die Ju 52/3m. Junkers konkurrierte mit Dornier um das bessere Konzept für Langstreckenflüge über den Atlantik (siehe auch Atlantiküberquerung). Junkers favorisierte Landflugzeuge, Dornier hingegen Wasserflugzeuge. Der 25 Jahre jüngere Dornier bot Junkers eine Zusammenarbeit an, welche Junkers jedoch ablehnte.

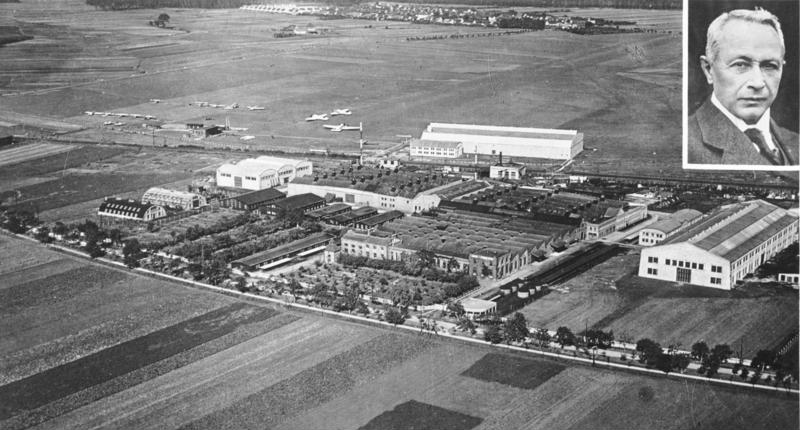
Die Junkers-Werke in Dessau 1928

Nachdem die Junkers Motorenbau GmbH, die Hugo Junkers 1923 in Dessau neu gegründet hatte, vor dem Hintergrund der Weltwirtschaftskrise bereits zu Beginn des Jahres 1930 in finanzielle Schwierigkeiten geraten war, musste Junkers am 22. März 1932 für seine gesamte Unternehmensgruppe Insolvenz anmelden. Die Junkers Luftbild-Zentrale wurde ebenso verkauft wie die Junkers & Co., die am 4. November 1932 für 2,6 Millionen Reichsmark von der Robert Bosch AG übernommen wurde. Die Einnahmen ermöglichten es Hugo Junkers, am 8. November 1932 die Vergleichsverhandlungen in seinem Sinne zu beenden und den Flugzeug- und Motorenbau zunächst vor fremdem Zugriff zu bewahren.

### Enteignung und letzte Jahre
Bereits kurz nach der Machtübernahme des NSDAP-Regimes am 30. Januar 1933 wurden für den neuen „Reichskommissar für Luftfahrt“, Hermann Göring, dessen Beschäftigung Junkers zehn Jahre zuvor abgelehnt hatte, die Junkers Motorenbau GmbH und die Junkers Flugzeugwerk AG zum Objekt der von ihm verfolgten Aufrüstungspolitik. Aufgrund seiner persönlichen Einstellung wurde Junkers unter Druck gesetzt. In einer Beurteilung heißt es: „Junkers ist Pazifist. Er ist Demokrat. Er hat stets zu den Marxisten gehalten.“ Infolgedessen musste Hugo Junkers 1933 die Mehrheit an dem restlichen Konzern an das Deutsche Reich abgeben. Junkers erhielt Haus- und Stadtverbot und musste Dessau verlassen. Er ging daraufhin nach Bayrischzell.
Nach der Enteignung bis zu seinem Tode 1935 verschrieb sich Junkers ganz dem Metallbau, einem weiteren Interessengebiet, das während seiner Zeit in Dessau entstanden war. Angeregt durch die Nachbarschaft und Zusammenarbeit mit dem Dessauer Bauhaus plante Junkers eine neue rationelle Architektur komplett aus Metall für Wohnbauten inklusive deren Ausstattung wie Klimaanlagen, Beleuchtung und Mobiliar. In München gründete er dafür die Forschungsanstalt Professor Hugo Junkers GmbH. Dabei versuchte Junkers, sich auf wenige verschiedene Bauteile zu beschränken, die einfach zu gestalten waren und durch ihre Form eine zeitlose Ästhetik aufwiesen. Ein Muster-Metallhaus ist heute im Technikmuseum Hugo Junkers in Dessau-Roßlau zu sehen. Des Weiteren widmete er sich dem Hangarbau; er übernahm die von Friedrich Zollinger erdachte Lamellenkonstruktion, die dann in Hallen in über 27 Ländern Anwendung fand.

### Zusammenfassung des beruflichen Wirkens
- 1892 Erste Firma Hugo Junkers – Civil Ingenieur in Dessau und Patent für das Kalorimeter
- 1895 Gründung der Firma Junkers & Co. in Dessau, Partner ist Paul Ludwig, der 1897 wieder ausscheidet
- 1897 Gründung der Versuchsanstalt Prof. Junkers in Aachen
- 1902 Gründung der Versuchsanstalt für Ölmotoren in Aachen
- 1913 Gründung Junkers Motorenbau in Magdeburg, 1915 geschlossen
- 1914 Gründung Kaloriferwerk Hugo Junkers in Dessau
- 1915 Gründung der Forschungsanstalt Prof. Junkers in Dessau und Übernahme der Aachener Versuchsanstalt 1919
- 1915 Entwicklung des ersten Ganzmetallflugzeugs (J1)
- 1916 Gründung des Hauptbüro Junkers Werke in Dessau
- 1917 Firmenzusammenschluss zur Junkers-Fokkerwerke AG, 1919 wieder aufgelöst
- 1919 Gründung Junkers Flugzeugwerke AG (Ifa) in Dessau
- 1919 Bau des ersten zivilen Ganzmetallflugzeugs F13
- 1919 Bildung der Abteilung Lamellen Kalorifer innerhalb Junkers & Co.
- 1921 Bildung Abteilung Stahlbau innerhalb Kaloriferwerk Hugo Junkers
- 1921 Gründung der Abteilung Luftverkehr innerhalb der Ifa (ab 1926 Bestandteil der Luft Hansa) und einer untergeordneten Sektion Luftbild
- 1923 Gründung der Junkers Motorenbau GmbH (Jumo) in Dessau
- 1924 Gründung der Junkers Luftverkehr AG (Ila; ehemals Abteilung Luftverkehr der Ifa)
- 1924 Gründung der Junkers Luftbild-Zentrale als Tochter der Ila, ab 1926 der Ifa untergeordnet
- 1925 Gründung der Junkers Flugzeugführerschule
- 1925 Bildung der Abteilung Schädlingsbekämpfung innerhalb der Ifa
- 1927 Bildung der Zentralen Lehrwerkstatt in Dessau
- 1927 Auszeichnung mit der Wilhelm-Exner-Medaille[14]
- 1927 Auszeichnung mit der Grashof-Denkmünze des Vereins Deutscher Ingenieure

- 1928

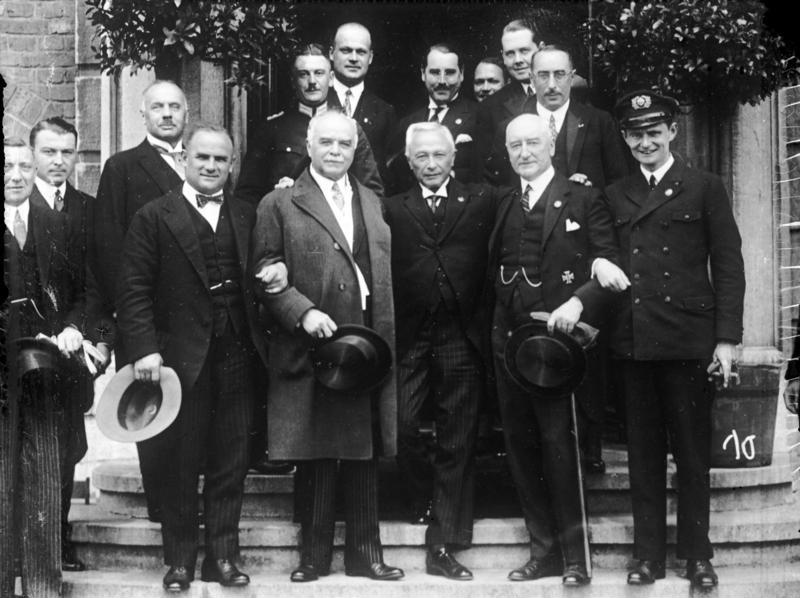
Ernennung zum Ehrenbürger der Stadt Aachen

  - Erste Ost-West-Überquerung des Atlantiks mit einer Junkers W 33 durch Hermann Köhl, Ehrenfried Günther Freiherr von Hünefeld und James Fitzmaurice
  - Verleihung der Ehrenbürgerschaft der Stadt Rheydt
  - Verleihung der Ehrenbürgerschaft der Stadt Aachen
  - Ernennung zum Ehrenbürger der RWTH Aachen
  - Ernennung zum Ehrensenator der RWTH Aachen
- 1930 Gründung der Gesellschaft für Junkers Diesel-Kraftmaschinen mbH in Chemnitz
- 1930 Junkers erhält den Siemens-Ring
- 1930 Bildung der Holding Junkers Betriebs GmbH
- 1930 Fertigstellung der Ju 52/1m (ein Motor)
- 1932 Fertigstellung der G 38
- 1932 Fertigstellung der Ju 60
- 1933 Bau der Ju 52/3m (drei Motoren)
- 1933 Junkers muss seine Patente und die Majorität von 51 % der Aktien an der Junkers Flugzeugwerke AG entschädigungslos an das Deutsche Reich abgeben und Dessau verlassen
- 1933 Junkers zieht nach Bayrischzell auf den Feriensitz der Familie und steht dort unter Arrest und Beobachtung der Behörden
- 1933–1935 Hugo Junkers beschäftigt sich mit dem Metallhausbau

## Nach dem Tod Junkers’
Junkers Witwe verkaufte die verbliebenen 49 Prozent der stillen Anteile an den Junkers Flugzeugwerke AG einschließlich der verbundenen Betriebe kurz nach seinem Tode für 30 Millionen Reichsmark an das Deutsche Reich. Im Zweiten Weltkrieg entwickelten sie sich zu einem der wichtigsten deutschen Produzenten von Militärflugzeugen. Die Betriebe wurden 1936 zur Junkers Flugzeug- und Motorenwerke AG vereinigt. Die später ab 1939 im Krieg von der deutschen Luftwaffe eingesetzten Flugzeuge – wie beispielsweise die Ju 87 oder Ju 88 – hatten mit ihrer Glattrumpfbauweise nichts mehr mit der von Junkers geprägten Bauweise gemein.
Der Name Junkers lebt fort in den Junkers Flugzeugwerken, die 2015 in Dübendorf (Schweiz) als Aktiengesellschaft neugegründet wurden und Flugzeuge in Hugo Junkers’ Design in Kleinserien herstellen. Der Firmensitz wurde zwischenzeitlich nach Widnau (Schweiz) und schließlich nach Hochmössingen im Schwarzwald verlegt.
Im Besitz von Hugo Junkers’ Nachkommen ist weiterhin eine gleichnamige Uhrenmarke, die sich designmäßig an seinen Flugzeugen sowie dem Bauhaus orientiert, das er seinerzeit von Anfang an gefördert hatte.

## Persönliche Einstellung
Politisch war Junkers eher linksliberal eingestellt. In seinem Tagebuch notierte er: „Das Kapital, die Fabrik, den gesamten geschäftlichen Organismus sehe ich nicht als mein Privateigentum an, sondern als das aller Beteiligten, vom Leiter bis zum letzten Lehrjungen und Tagelöhner.“

## Ehrungen

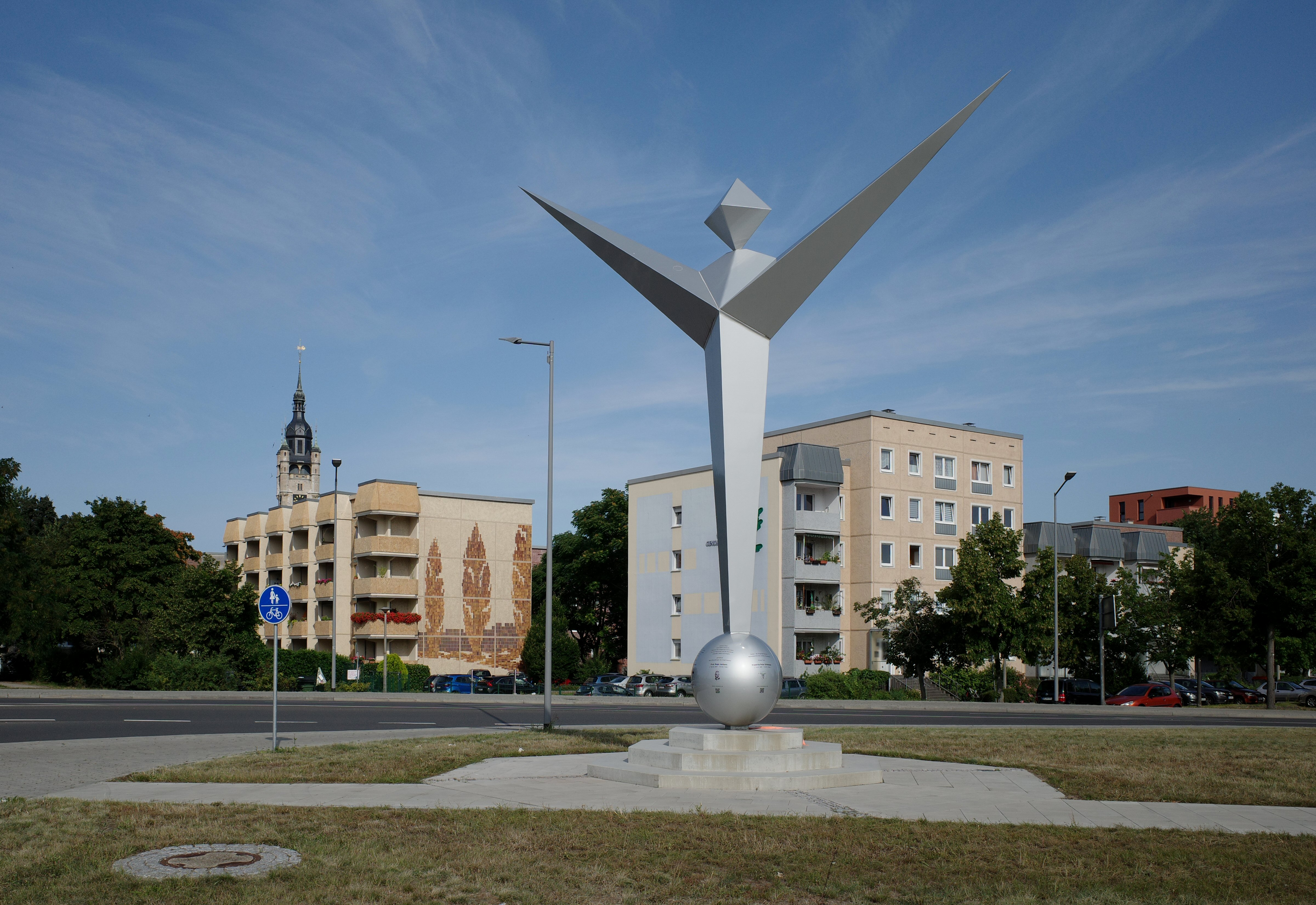
Hugo-Junkers-Denkmal in Dessau

Hugo Junkers wird heute in Dessau, der Stadt seines Wirkens, mit dem Technikmuseum Hugo Junkers gewürdigt. Exponate des Museums sind unter anderem eine restaurierte Ju 52 (auch bekannt als „Tante Ju“), ein Junkers-Stahlhaus sowie viele weitere Exponate aus dem umfangreichen Schaffensfeld Junkers’. Auch der Dessauer Flugplatz trägt seinen Namen.
Am 100. Jahrestag des Erstflugs der Junkers F 13 wurde in Dessau zu Ehren von Hugo Junkers ein neun Meter hohes Denkmal eingeweiht. Es handelt sich um eine überdimensionale Darstellung des Firmenlogos, dem „Fliegenden Menschen“. Weder Junkers selbst, noch der Designer des Firmenlogos, Friedrich Drömmer, bezeichneten es jemals als Ikarus. Finanziert wurde das Denkmal vom Neugründer der Junkers Flugzeugwerke, Dieter Morszeck.
In zahlreichen deutschen Städten sind Straßen nach Hugo Junkers benannt, so unter anderem in Magdeburg, Dresden, Leipzig, Nürnberg, Frankfurt am Main, Berlin, Köln und Taufkirchen (bei München).
1930 erhielt er den Werner-von-Siemens-Ring. Das Land Sachsen-Anhalt benannte seinen seit den 1993 verliehenen Hugo-Junkers Preis für Forschung und Innovation nach dem Unternehmer.
Das Anhaltinische Berufsschulzentrum in Dessau-Roßlau trägt ebenso den Namen von Hugo Junkers wie eine Grundschule in Köthen.
An seinem Geburtsort Mönchengladbach-Rheydt wurde das städtische Gymnasium, das er selbst seinerzeit besucht hatte, 1959 nach Hugo Junkers benannt. Des Weiteren gibt es dort auch einen Park, der seinen Namen trägt. Darüber hinaus ist im nahegelegenen internationalen Flughafen Düsseldorf eine Lounge nach ihm benannt.